# Alfred M. Mayer

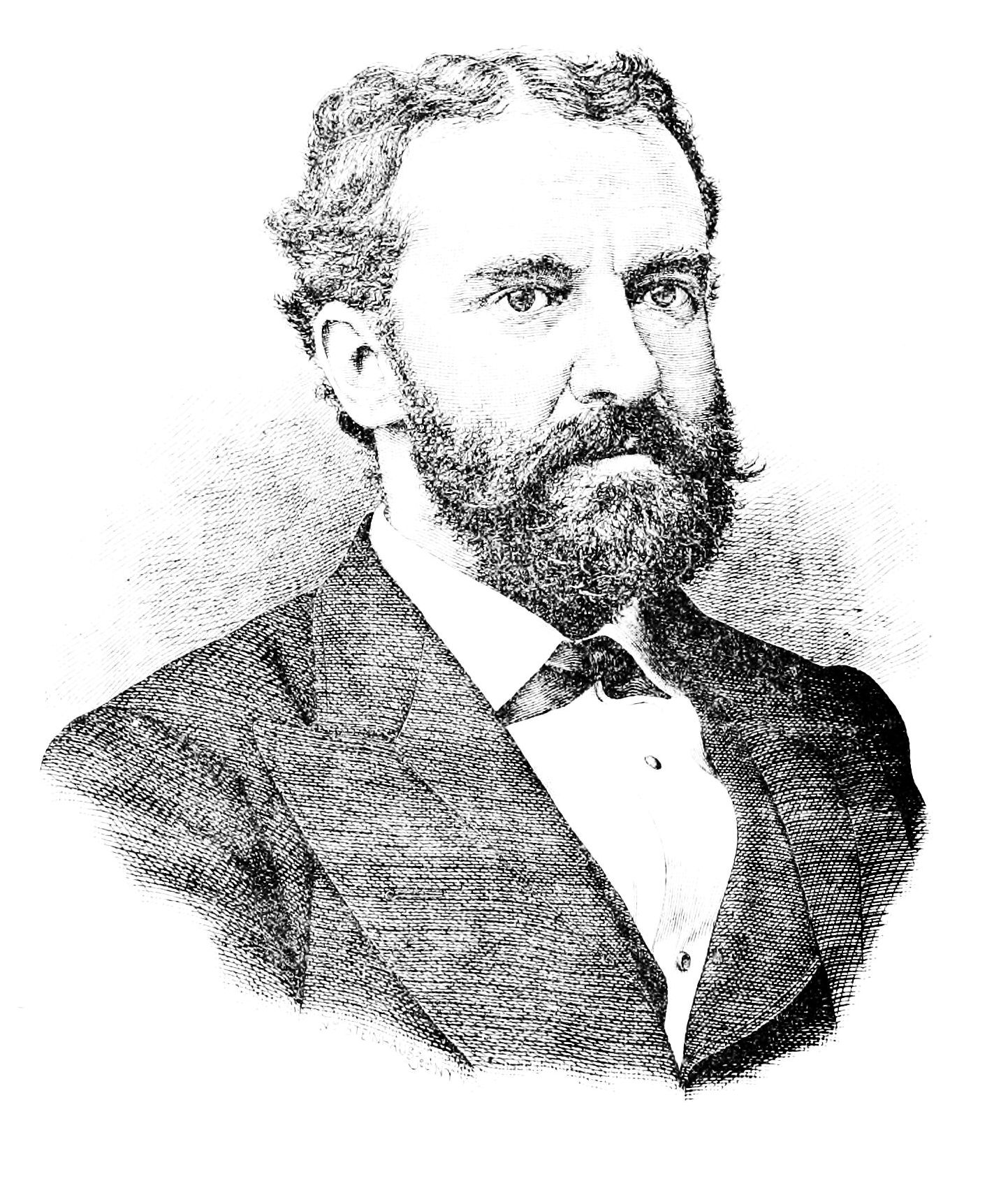

Alfred Marshall Mayer (* 13. November 1836 in Baltimore, Maryland; † 13. Juli 1897 in Maplewood, New Jersey) war ein US-amerikanischer Physiker. Obwohl er die längste Zeit seiner Karriere an einer Ingenieurschule verbrachte, waren seine Arbeiten überwiegend experimenteller oder theoretischer Natur und wenig an kommerzieller Verwendung orientiert.

## Leben
Alfred M. Mayer war der Sohn von Charles F. Mayer, einem Politiker (Senator von Maryland) und Anwalt. Während sein Vater wollte, dass auch Alfred Anwalt würde, interessierte sich dieser mehr für Naturwissenschaften und wurde schließlich durch Joseph Henry gefördert. Mayer arbeitete zunächst als Mechaniker oder Chemielaborant in den Betrieben der näheren Umgebung. Er entwickelte eine Apparatur zur Gewinnung von Kohlensäure und eine zum Ziehen von Glas.
Mit Anfang 20 gab Mayer – ohne eigene universitäre Ausbildung – als Assistant Professor Vorlesungen in Physik und Chemie an der University of Maryland, während sein Vorgänger John H. Alexander zu Ausbildungszwecken in Europa war. Mayer erhielt 1858 eine Professur am Westminster College in Fulton, Missouri, wo er für die damalige Zeit ungewöhnlich experimentell orientierte Vorlesungen in Physik, Chemie und Zoologie hielt.
Im Sezessionskrieg wollte Mayer auf der Seite der Konföderation kämpfen, musste aber feststellen, dass sein Heimatstaat Maryland auf die Seite der Union geriet. 1863 verließ Mayer Maryland und begann an der Universität von Paris ein Studium, unter anderem bei Henri Victor Regnault, was er aber ohne Abschluss beendete.
1865 übernahm Alfred Mayer eine Professur für Physik und Chemie am Pennsylvania College in Gettysburg, das ihm 1866 einen Ph.D. verlieh. 1867 wechselte er auf eine Professur für Physik und Astronomie an die Lehigh University. Hier erhielt er zum ersten Mal eine ausreichende experimentelle Ausstattung und konnte wesentliche Beiträge zum Elektromagnetismus und zur Astronomie leisten. Am 7. August 1869 leitete er die Abteilung Fotografie der Expedition des United States Nautical Almanac (unter Leitung von John Huntington Crane Coffin) nach Burlington, Iowa, zur Beobachtung einer Sonnenfinsternis. Mayer gelangen vielbeachtete Aufnahmen der Sonne mit einer Belichtungszeit von etwa 0,002 Sekunden.

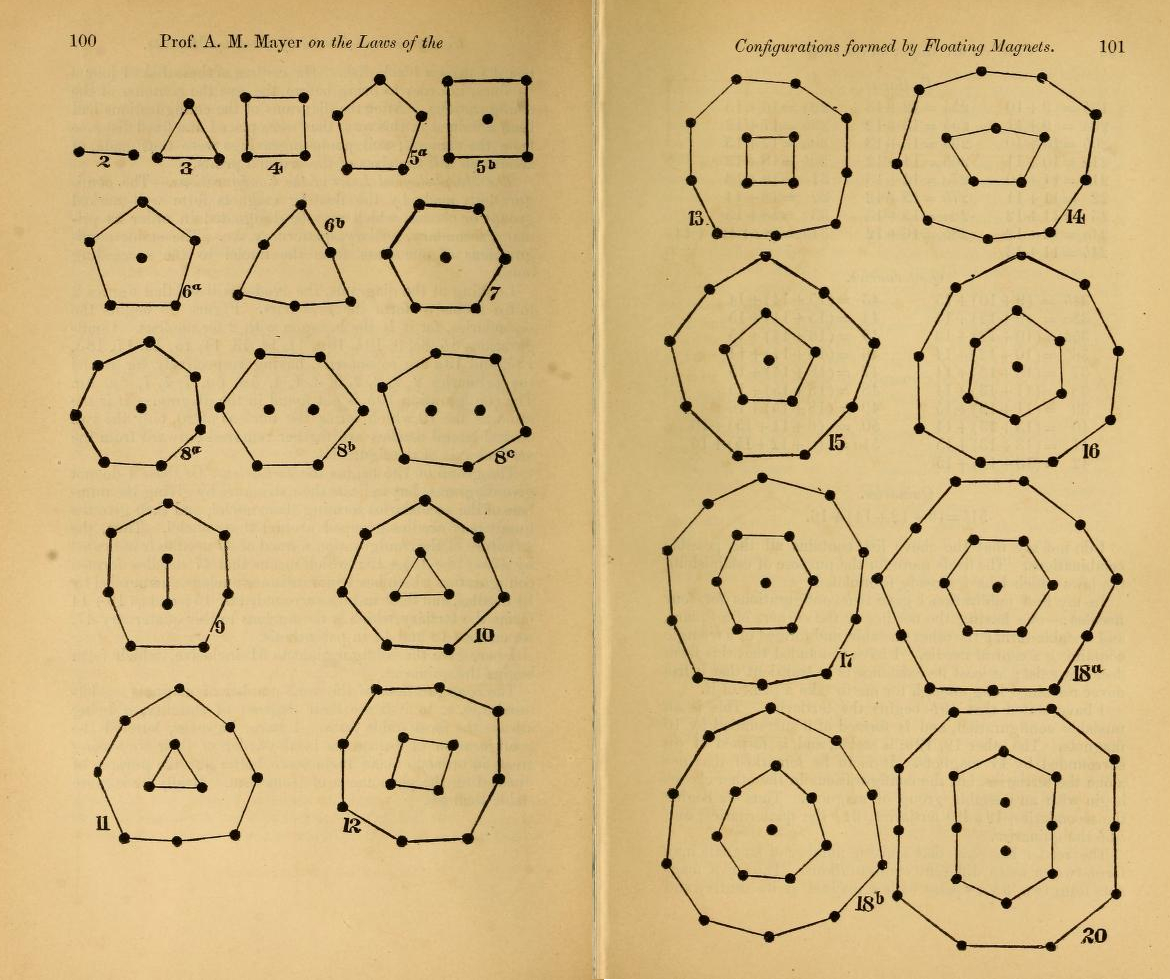
Darstellung von Experimenten mit schwimmenden Magnetnadeln

Alfred Mayer wurde 1871 eine Professur am Stevens Institute of Technology in Hoboken, New Jersey, angeboten. In Hoboken konnte er erneut wesentliche experimentelle Ergebnisse erzielen und verblieb dort den Rest seiner beruflichen Laufbahn. Seine Experimente zum Erdmagnetfeld führten zu seinem beachteten Lehrbuch The Earth, a Great Magnet. Wichtige Beiträge leistete Mayer zur Physiologie des Hörens, insbesondere zur Dissonanz. Weitere seiner Monografien wie seiner Experimente befassten sich mit Licht und Schall. Darüber hinaus verfasste er zahlreiche Zeitschriften- und Enzyklopädie-Beiträge.
Von größerem Interesse waren seine Experimente mit schwimmenden Magneten, deren Anordnung zueinander als Modell für Molekülverbindungen und verschiedene physikalische Effekte angesehen wurden. Nach Experimenten zur Bestimmung der Geschwindigkeit von Geschossen hatte Mayer zwischen 1881 und 1889 eine Lebensphase, in der er sich praktisch und theoretisch mehr mit Jagd und Fischfang befasste als mit Physik. 1883 veröffentlichte er als Herausgeber und Coautor Sport with Gun and Rod in American Woods and Waters.
Ab 1890 war Mayer wieder vermehrt wissenschaftlich tätig und veröffentlichte unter anderem zur Wärmeausdehnung verschiedener Materialien oder zur Konstruktion von Heliostaten, zur Physiologie des Sehens oder zur Oberflächenspannung.
Mayer war zweimal verheiratet. Seine zweite Frau und ein Sohn haben ihn überlebt.

## Auszeichnungen (Auswahl)
- 1869 Mitglied der American Philosophical Society[1]
- 1872 Mitglied der National Academy of Sciences[2]
- 1874 Fellow der American Association for the Advancement of Science
- 1875 Mitglied der American Academy of Arts and Sciences[3]